# Club Deportivo Árabe Unido
El Club Deportivo Árabe Unido de Colón S.A., también conocido por sus iniciales como DAU, es un club de fútbol panameño de la Provincia de Colón en Panamá. Juega sus partidos de local en el Estadio Armando Dely Valdés, que tiene capacidad para 1,221 espectadores, y participa actualmente en la Liga Panameña de Fútbol.
El club fue fundado el 28 de abril de 1994 como Sociedad Deportiva Árabe Unido, en el campo de juegos del Colegio Artes y Oficios. Bicampeón del extinto torneo Linfuna, pero reconocido por la Federación Panameña de Fútbol, y ganando la Anaprof en otras 13 ocasiones, es uno de los clubes panameños con más títulos nacionales. Desde su fundación, el club siempre ha permanecido en la primera división del fútbol panameño. El mismo fue elegido por la IFFHS como el mejor club en Centroamérica en el 2009, y entre el mes de abril de 2009 hasta marzo de 2010.
Árabe Unido es el único equipo panameño en conseguir tres títulos de forma consecutiva, cuando logró ganar el Apertura 2001, el Clausura 2001 y el Apertura 2002, y el mejor equipo panameño en resultados en la CONCACAF Champions League, al alcanzar los cuartos de final en 2010, 2014 y 2017.

## FIFA
Posición del Ranking FIFA de Clubes 364 (2017-03-06)
Código FIFA DAU 
Rumbo a la Copa Mundial de Clubes de la FIFA  2025 

## Historia
El Deportivo Árabe Unido comenzó su trayectoria en las Ligas Recreativas en la comunidad de Lucha Franco, en el Corregimiento de Alcalde Díaz, en el año 1990, con el nombre de Club Atlético Argentina en sus categorías Sub-12, Sub-15, Sub-17 y Mayor. En 1991 se los invita a participar en la Liga Distritorial de Fútbol de San Miguelito, teniendo una destacada participación.
En 1993, la Liga de Fútbol No Aficionado se divide y se crea una liga alterna presidida por Marcos Hermoso. Se los invita a participar en la Comisión de Fútbol No Aficionado (COFUNA) y se inscribe como Atlético Argentina, quedando en el 4.º lugar.
En 1994 la COFUNA pasa a ser la Liga Nacional de Fútbol No Aficionado (LINFUNA). Para profesionalizar la institución el embajador de Honduras en Panamá, Erasmo Williams, contacta al club con el empresario Gerardo Sabat quien decide patrocinarlo. Se decide cambiar el nombre del Club (Palestino y Árabe Unido fueron las dos propuestas) por el de Árabe Unido.
El 28 de abril de 1994, se funda el Club Deportivo Árabe Unido, en el campo de juego del Colegio Artes y Oficios, hoy Estadio Javier Cruz, siendo sus testigos el Sr. Carlos De León y el Licdo. Marcos Hermoso y se participa en la Liga Nacional de Fútbol No Aficionado (LINFUNA) con sede en el Colegio Artes y Oficios.
Teniendo una destacada labor, obtuvo su primer título en el Fútbol No Aficionado venciendo al Cosmos FC. También participó en el Campeonato de Clubes de Campeones y Subcampeones de Concacaf, siendo esta su primera experiencia internacional, frente al CD FAS de El Salvador. Participaron jugadores colonenses de la calidad de Eric Medina, Martín Tuñón, Ernesto Ariza, Rogelio Clarke, "Papi" Rodríguez, que tenían que hacer su travesía hasta la Ciudad de Panamá, debido a que la Sede del Club se encontraba ubicada en el Colegio Artes y Oficios.
Para los años 1995-1996, se comienza el torneo de Linfuna, ya con el fuerte apoyo económico de varios patrocinadores y en donde se integran jugadores extranjeros, cuyo aporte futbolístico fue importante, de esta forma se obtiene el Bi-Campeonato del Fútbol No Aficionado reconocido por la Federación, y se obtiene la oportunidad para participar por segundo año consecutivo en el Torneo de la Concacaf. Este mismo año con la unificación del Fútbol Nacional y los logros obtenidos, se hace una invitación al Club para que participe en el torneo de la Asociación Nacional Pro-Fútbol (ANAPROF), hoy Liga Panameña de Fútbol.
En la temporada 1996-1997  la provincia de Colón no tenía un equipo en la liga y viendo que muchos de los jugadores del club eran colonenses, se decide como sede oficial el Estadio Roberto Mariano Bula de Colón. Quedando en 4.º lugar en ronda regular.

## Récord
El Árabe Unido posse el récord de más goles anotados en torneos oficiales a nivel de Concacaf, cuando el 13 de octubre de 2002 durante los cuadrangulares finales del Copa Interclubes de la UNCAF en la edición del 2002, aplastaron por marcador de 19-0 al Deportivo Jalapa. En este torneo el Árabe Unido quedó con el subcampeonato ganándolo la Liga Deportiva Alajuelense de Costa Rica. En esa edición 3 jugadores del equipo de Colón quedaron entre los goleadores: Blas Pérez, Alfredo Anderson, Emmanuel Ceballos con 4 goles.

## Concacaf Liga Campeones
Este equipo ha hecho historia en el fútbol nacional clasificándose a cuartos de final de la Concacaf Liga Campeones 2009-2010, dejando atrás a equipos como el CD Olimpia en la fase preliminar y en la fase de grupo al Houston Dynamo y el Isidro Metapán. El Árabe se clasificó de segundo por debajo del Pachuca CF, en cuartos de final cayeron ante el Cruz Azul con un marcador global de 4-0.
De igual manera se clasificaron a los cuartos de final de la Concacaf Liga Campeones 2013-14 quedando primero en su grupo y dejando eliminados del torneo al Houston Dynamo (2 lugar) y al W Connection (3 lugar). En cuartos de final cayeron ante la Liga Deportiva Alajuelense con marcador global de 2-0 cayendo de local en el Estadio Rommel Fernández por 2-0.
En la Concacaf Liga Campeones 2016-2017 se clasificaron a los cuartos de final en la primera posición de su grupo venciendo en casa al Club de Fútbol Monterrey  por marcador de 2-1, quedando de segundo el Club de Fútbol Monterrey y en la tercera posición el Don Bosco FC de Haití, siendo así su tercera clasificación a la segundo ronda de este torneo en su nuevo formato. Cabe destacar que se convirtió en el primer club panameño en derrotar como visitante a un equipo mexicano en un torneo de Concacaf, ya que en su debut lo venció 2-3 de visitante, en otro resultado también venció 2-5 de visitante al conjunto haitiano.

## Clásicos rivales
- Plaza Amador
- Tauro FC
- San Francisco FC
- Colón C-3

## Símbolos

### Himno
Ya llegó el equipo de la gente,
Y llevamos el uniforme con pasión,
Quiero ver que lo grites bien fuerte,
Ya llegó el equipo campeón,
¡Árabe!
(x2)
No importa en que cancha juguemos,
A [rival] nos lo vamos a comer,
Vamos muchachos, Vamos otra vez,
A ser campeones todos juntos otra vez.
(x2)
Este equipo tiene huevos,
Tiene huevo y corazón,
Este equipo tiene todo,
Todo pa' salir campeón
(x2)

### Escudo
El mismo está dividido en dos por una línea diagonal negra que en el mismo están escritas las siglas D.A.U. en letras blancas. En la parte superior se encuentran las 15 estrellas que representan los títulos ganados hasta hoy. En la parte inferior está la bandera del club, que está formada por líneas diagonales (Azul y blancas) paralelas, con un balón de fútbol sobrepuesto.
En los escudos publicitarios sobre el mismo aparece escrito Deportivo Árabe Unido, y en la parte de abajo Colón.

## Uniforme
- Uniforme titular: Camiseta azul, pantalón azul oscuro, medias azules. Marca KELME.
- Uniforme alternativo: Camiseta verde caña fluorescente, pantalón verde caña fluorescente, medias blancas. Marca KELME.

| Período         | Patrocinador               |
| --------------- | -------------------------- |
| 2008 - 2013     | Bandera de Italia · Kappa  |
| 2013 - 2015     | Bandera de España · [Kelme |
| 2015 - 2016     | Adidas                     |
| 2017-Actualidad | Bandera de España · [Kelme |

### Dorsales retirados
- (21): En honor al exfutbolista fallecido Amilcar Henriquez.

## Estadio
El hogar del Árabe es el estadio Armando Dely Valdés (nombre en honor de exfutbolista) que es un centro deportivo, que se utiliza para partidos de fútbol, se encuentra en tierras de la Universidad de Colón, en el barrio Arco Iris en la costa atlántica y cuenta con capacidad para 1,221 espectadores. Fue  inaugurado en el año 2014, incluyéndole una nueva grama sintética y mejoras en el drenaje, camerinos, pista de atletismo, luces, graderías e instalaciones.

## Datos del club
- Nunca ha descendido a la segunda división del fútbol panameño
- Mayor goleada realizada en partidos internacionales: Árabe Unido 19-0 Deportivo Jalapa el 13 de octubre de 2002 en Colón, durante la Copa Interclubes de la UNCAF.
- Mayor goleada recibida en partidos internacionales: Árabe Unido 0-6 Cruz Azul (México) el 15 de septiembre de 2010 en la Liga de campeones de la concacaf.

### Participaciones internacionales
| Competencia                    | Edición                                                 |
| ------------------------------ | ------------------------------------------------------- |
| Concacaf Liga de Campeones (7) | 1996, 2003, 2009-10, 2010-11, 2013-14, 2015-16, 2016-17 |

## Organigrama Deportivo

### Plantilla Apertura 2024
- = Lesionado de larga duración
- = Capitán

### Altas y bajas
| Jugador         | Posición      | Procedencia       |
| --------------- | ------------- | ----------------- |
| Darío Wright    | Mediocampista | Atlético Chiriquí |
| Oscar Peñalba   | Delantero     | Tauro F. C.       |
| Jhoinner Flórez | Mediocampista | Atlético Chiriquí |
| Manuel Sierra   | Defensa       | Once Caldas       |
| Braian Guevara  | Defensa       | Deportivo Coopsol |
| Kevin Meneses   | Delantero     | CA Independiente  |

| Jugador        | Posición  | Destino                |
| -------------- | --------- | ---------------------- |
| Ansony Frías   | Delantero | Puntarenas Fútbol Club |
| Adolfo Machado | Defensa   | Alianza FC             |

### Dorsales retirados
| Número | Jugador           | Posición      | Temporadas                 | PJ  | G  |
| ------ | ----------------- | ------------- | -------------------------- | --- | -- |
| 21     | Amílcar Henríquez | Mediocampista | 2003-2008, 2014, 2016-2017 | 156 | 16 |

#### Jugadores de Selección
Nota: en negrita jugadores parte de la última convocatoria en la correspondiente categoría. Convocatoria correspondiente a los partidos de la Copa Centroamericana 2017.
| Selección            | Categoría | # | Jugador(es)                                 |
| -------------------- | --------- | - | ------------------------------------------- |
| Panamá               | Absoluta  | 3 | José González, Armando Cooper, Roberto Chen |
| República Dominicana | Absoluta  | 1 | Miguel Lloyd                                |

## Jugadores extranjeros
- En la historia del Árabe Unido han militado hasta la temporada 2018/19 un total de 48 futbolistas extranjeros.

| Nacionalidad         | N.º | Jugadores |
| -------------------- | --- | --- |
| Colombia             | 36  | Carlos Bejarano, Johan Cerón, Juan Zuluaga, Ferney Agrono y Giovanni Vanegas. Lucas Arias, Diego Peralta, Andrés Felipe Santamaría, Rodrigo Ruíz, John Raigosa, Sergio Guzmán, Gustavo Alberto Álvarez, Jean Carlos López, Christian Valencia, Jhonatan Mosquera y Mauricio Castaño. Rolan De la Cruz, Jhonatan Chaverra, Juan Camilo Aguirre, Brayan Flores, Jesús Quintero, Alonso Lozano, Jorge Stiven Gómez, Alejandro Hincapie y Duvan Ciro. Mauricio González, Mario Sergio Angulo, Julián Martínez, Jhon Ramírez Pombo, Óscar Londoño, Leiner Gómez, Francisco Villalba, Hernán Velázquez, Jhon Jairo Garcia, Marcos Arias, Yuberney Franco, Raúl Peñaranda, Fabel Gil y Yeison González. |
| Argentina            | 3   | David León, Pablo Romero y Juan Villalobos |
| República Dominicana | 3   | Miguel Lloyd Jonathan Faña y Erick Ozuna |
| Japón                | 1   | Nobuya Osodo |
| Honduras             | 1   | Moises Raul Leguias |
| Italia               | 1   | Marco Cassagrande |
| Belice               | 1   | Lenox Castillo |
| Haití                | 1   | Jean Paulen |
| Uruguay              | 1   | Mauro Aguilar |

## Entrenadores

### Dirección técnica actual
Cuerpo técnico y directivos del Árabe Unido en para la temporada 2023.
| Dirección técnica actual | Dirección técnica actual | Dirección técnica actual | Dirección técnica actual |
| ------------------------ | ------------------------ | ------------------------ | ------------------------ |
| Entrenador:              | Fran Perlo               | Presidente:              | Mohamed Hachem           |
| Asistente Técnico:       | Derwui Martinez          | Médico:                  | Christopher Salvatierra  |
| Entrenador porteros:     | Alfonso de Moya          | Utilero:                 | Jorge Amador             |

#### Listado de todos los tiempos
| Entrenadores | Entrenadores                     | Entrenadores  | Entrenadores |
| #            | Entrenador                       | Tiempo        | Títulos      |
| ------------ | -------------------------------- | ------------- | ------------ |
| 1.           | Luis Hurtado                     | 1994          |              |
| 2.           | José Bezerra                     | 1995          |              |
| 3.           | Eliazar Herrera                  | 1998–1999     |              |
| 4.           | Richard Parra                    | 2000–2003     |              |
| 5.           | Jairo Silva                      | 2003–2004     |              |
| 6.           | Julio Gómez                      | 2004          |              |
| 7.           | José Ramón Vecino Fernández      | 2005–2006     |              |
| 8.           | Wiston Cifuentes                 | 2006–2008     |              |
| 9.           | Richard Parra                    | 2009–2010     |              |
| 10.          | Wilman Conde                     | 2010–2011     |              |
| 11.          | Álvaro Escobar                   | 2011          |              |
| 12.          | Carlos Pérez Porras              | 2011          |              |
| 13.          | Jair Palacios Mulato             | 2011–2014     |              |
| 14.          | Julio Dely Valdés                | 2014          |              |
| 15.          | Jesús "Kiko" Barrios             | 2015          |              |
| 16.          | Sergio "Jeringa" Guzmán          | 2015–2017     |              |
| 17.          | Carlos Ruíz                      | 2018          |              |
| 18.          | José "Chicho" Pérez              | 2018-2019     |              |
| 19.          | Alejandro Arboleda               | 2019          |              |
| 20.          | Sergio "Jeringa" Guzmán          | 2019-2020     |              |
| 21.          | Julio Medina                     | 2020          |              |
| 22.          | Sergio "Jeringa" Guzmán          | 2021          |              |
| 23.          | Sergio "Checho" Angulo           | 2021          |              |
| 24.          | Andrés Mosquera Gómez (Interino) | 2021          |              |
| 25.          | Julio Dely Valdés                | 2021-2023     |              |
| 26.          | Alberto Valencia                 | 2023-2024     |              |
| 27.          | Francisco Perlo                  | 2024-presente |              |

## Palmarés

### Torneos Nacionales
- Liga Panameña de Fútbol (15): 1998-99, Apertura 2001, Clausura 2001, Apertura 2002, Apertura 2004, Clausura 2004, Clausura 2008, Apertura II 2009, Clausura 2010, Apertura 2012, Clausura 2015, Apertura 2015, LPF Apertura 2016.

- - Torneo Linfuna (2): 1994, 1995 (reconocidos y tomados como títulos de Ligas).*
- Gran campeón por año (2): 2001, 2004.
- Subcampeón de la Liga de Fútbol de Panamá (5): 1997-98, Apertura 2003, Apertura 2005, Clausura 2006, Clausura 2007, LPF Clausura 2017, LPF Apertura 2017.

### Torneos internacionales
- Copa Interclubes de la UNCAF:  
  - Subcampeón de la Copa Interclubes de la UNCAF (1): 2002.

### Torneos amistosos
- Torneo "Por La Paz de Colón": 4° Lugar
- Copa Premier Centroamericana: Fase de grupos